# Eerste klasse schaken 1930/31
In het Eerste Klasse-seizoen 1930/31 werd gestreden door zes teams van schaakverenigingen in Nederland om het landskampioenschap van Nederland. De Nieuwe Rotterdamsche Schaakvereeniging (NRSV) werd voor de eerste en enige keer in haar geschiedenis landskampioen.

## Competitieverloop
Voorheen bestond de nationale competitie uit slechts vijf teams (VAS en ASC uit Amsterdam, NRSV (Rotterdam), Discendo Discimus (Den Haag) en Schaakclub Utrecht die elk jaar in een halve competitie tegen elkaar speelden. Promotie of degradatie was niet mogelijk. In 1930 werd ook het Bussums Schaakgenootschap na barragewedstrijden toegelaten tot de Eerste Klasse, zodat de competitie vanaf toen uit zes teams bestond.
NRSV met Salo Landau en Daniël Noteboom in het team, wist voor de eerste keer in haar geschiedenis de landstitel op te eisen. De laatste wedstrijd tegen de Amsterdamsche Schaakclub van Max Euwe, gehouden in De Roode Leeuw, werd met 4-6 door de Rotterdammers gewonnen.
Het Bussums Schaakgenootschap eindigde in zijn debuutseizoen op de laatste plaats. De beslissingswedstrijden tegen Het Oosten uit Amsterdam, de kampioen van de Tweede klasse, werden gewonnen zodat Bussum zich voor het volgende seizoen handhaafde.

## Eindstand[6]
| # | Team    | MP | BP  | 1  | 2  | 3  | 4  | 5  | 6  |
| - | ------- | -- | --- | -- | -- | -- | -- | -- | -- |
| 1 | NRSV    | 9  | 29  | -- | 5  | 6  | 5½ | 7  | 5½ |
| 2 | DD      | 7  | 27  | 5  | -- |    |    | 5½ | 6  |
| 3 | ASC     | 6  | 29  | 4  |    | -- |    | 6½ |    |
| 4 | VAS     | 5  | 24½ | 4½ |    |    | -- | 5½ |    |
| 5 | Utrecht | 2  | 19½ | 3  | 4½ | 3½ | 4½ | -- | 5½ |
| 6 | Bussum  | 1  | 21  | 4½ | 4  |    |    | 4½ | -- |

### Legenda
|  | Landskampioen          |
|  | Play-off om degradatie |

Eerste klasse

1920/21 · 1921/22 · 1922/23 · 1923/24 · 1924/25 · 1925/26 · 1926/27 · 1927/28 · 1928/29 · 1929/30 · 1930/31 · 1931/32 · 1932/33 · 1933/34 · 1934/35 · 1935/36 · 1936/37 · 1937/38 · 1938/39 · 1939/40 · 1940/41 · 1941/42
Hoofdklasse

1942/43 · 1943/44 · 1944/45 · 1945/46 · 1946/47 · 1947/48 · 
1948/49 · 1949/50 · 1950/51 · 1951/52 · 1952/53 · 1953/54 · 1954/55 · 1955/56 · 1956/57 · 1957/58 · 1958/59 · 1959/60 · 1960/61 · 1961/62 · 1962/63 · 1963/64 · 1964/65 · 1965/66 · 1966/67 · 1967/68 · 1968/69 · 1969/70 · 1970/71 · 1971/72 · 1972/73 · 1973/74 · 1974/75 · 1975/76 · 1976/77 · 1977/78 · 1978/79 · 1979/80 · 1980/81 · 1981/82 · 1982/83 · 1983/84 · 1984/85 · 1985/86 · 1986/87 · 1987/88 · 1988/89 · 1990/91 · 1991/92 · 1992/93 · 1993/94 · 1994/95 · 1995/96
Meesterklasse

1996/97 · 1997/98 · 1998/99 · 1999/00 · 2000/01 · 2001/02 · 2002/03 · 2003/04 · 2004/05 · 2005/06 · 2006/07 · 2007/08 · 2008/09 · 2009/10 · 2010/11 · 2011/12 · 2012/13 · 2013/14 · 2014/15 · 2015/16 · 2016/17 · 2017/18· 2018/19 · 2019/20 · 2020/21 · 2021/22 · 2022/23 · 2023/24 · 2024/25